# Rosalia Nghidinwa
Rosalia Annette Nghidinwa, née le 26 octobre 1952 à Nkurenkuru (région de Kavango, Sud-Ouest africain, aujourd'hui Namibie) et morte le 15 janvier 2018 à Windhoek, est une femme politique namibienne.

## Biographie
Membre de la South West Africa People's Organization depuis 1974, elle est élue à l'Assemblée nationale en 2000 et entre au gouvernement comme vice-ministre du Travail. En 2005, elle est nommée ministre de l'Immigration et des Affaires intérieures.
Réélue députée en 2010, elle conserve son poste au gouvernement. En 2012, à l'occasion d'un remaniement ministériel, elle devient ministre de l'Égalité hommes-femmes et du Bien-Être de l'enfant.
Le président Hage Geingob lui accorde des funérailles nationales.